# Сандильяно
Сандильяно (итал. Sandigliano, пьем. Sandian) — коммуна в Италии, располагается в регионе Пьемонт, в провинции Бьелла.
Население составляет 2862 человека (2008 г.), плотность населения составляет 273 чел./км². Занимает площадь 10 км². Почтовый индекс — 13876. Телефонный код — 015.
В коммуне 15 августа особо празднуется Успение Пресвятой Богородицы.

## Демография
Динамика населения:

## Администрация коммуны
- Официальный сайт: